# Чентено (Витербо)
Чентено је насеље у Италији у округу Витербо, региону Лацио.
Према процени из 2011. у насељу је живело 20 становника. Насеље се налази на надморској висини од 284 м.